# Dargosław

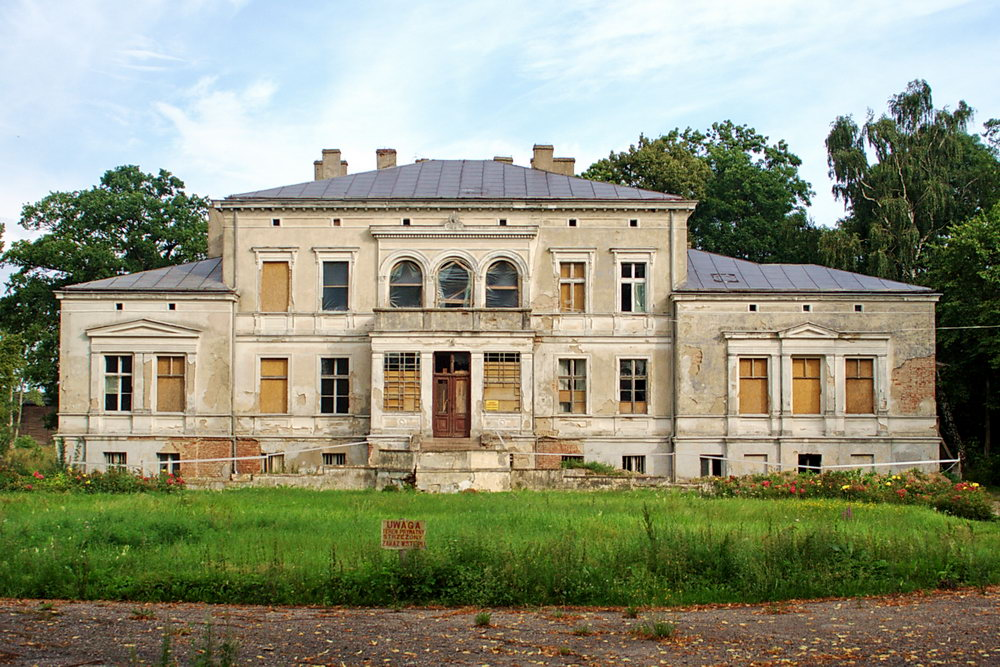
Ehemaliges Gutshaus von Dargislaff (Aufnahme 2007)

Dargosław (deutsch Dargislaff) ist ein Kirchdorf in der polnischen Woiwodschaft Westpommern. Es ist der Landgemeinde Brojce (Broitz) im Powiat Gryficki (Greifenberger Kreis) zugeordnet.

## Geographische Lage
Das Kirchdorf liegt etwa fünf Kilometer nördlich von Brojce (Broitz) an der Molstow, die an der südwestlichen Seite des Dorfs in geringem Abstand vorbeifließt, sieben Kilometer südöstlich von Trzebiatów (Treptow a. d. Rega) und 16 Kilometer nordöstlich von Gryfice (Greifenberg i. Pom.).

## Geschichte

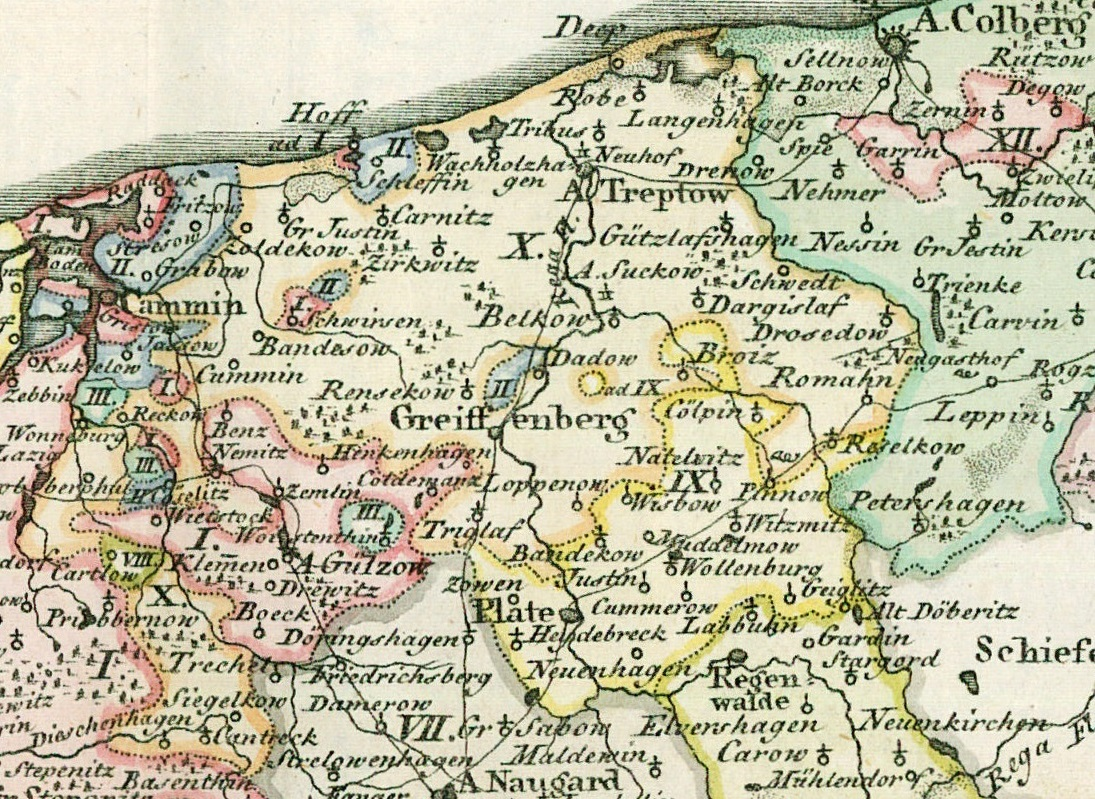
Dargislaff südöstlich von Treptow an der Rega und nordöstlich von Greifenberg i. Pom. auf einer Landkarte des 18. Jahrhunderts

Das Dorf wird 1269 unter dem Namen Dargoslaw zusammen mit zahlreichen anderen benachbarten Ortschaften in einem Bestätigungsbrief mit aufgezählt, den der pommersche Herzog Barnim I. dem Kloster Belbuck ausstellte; seit wann sich das 1180 gegründete Kloster im Besitz des Orts befand, ist nicht bekannt.
Dargislaff gehörte wie Schwedt und einige andere alte Wachholtzsche Lehen zu den Ortschaften, die sich noch um die Mitte des 15. Jahrhunderts im Besitz des Klosters Belbuck befunden hatten und die Jobst Wachholz 1467 im Tausch gegen die sogenannten Wachholzhagenschen Güter von dem Abt des Klosters, Nikolaus von Winterfeld, erhalten hatte. Wie aus Kirchenbüchern und anderen Urkunden hervorgeht, war die Familie auch in den nachfolgenden Jahrhunderten in der Region begütert. Nach dem Tod des pommerschen Regierungspräsidenten zu Stettin George Christoph von Wachholtz (1700–1764) wurden diese Güter kraft eines Gerichtsurteils vom 13. Juni 1766 seinem nächsten Lehensnachfolger, dem Hauptmann George Ehrenreich Ludewig von Wachholtz, zuerkannt.
Gegen Ende des 18. Jahrhunderts gehörten zu Dargislaff zwei Rittergüter, ein an der Straße von Treptow nach Regenwalde gelegenes Vorwerk, Altendorf genannt (um 1825 Schäferei), eine Wassermühle, die zwischen dem Dorf Molstow und dem Vorwerk Altendorf an der Molstow lag (sie wurde nach einem Vergleich vom 28. Dezember 1737 erblich verkauft), 14 Bauernhöfe, darunter einer mit einer angeschlossenen Gastwirtschaft, vier Kossätenhäuser, eine Schmiede, ein Holzwärterkaten, der unweit des Dorfs an der Heide lag, und insgesamt 41 Haushaltungen (Feuerstellen). Seit dem 5. Oktober 1898 war Dargislaff über eine Teilstrecke der Greifenberger Kleinbahn mit der Kreisstadt Greifenberg verbunden.
Zum Ende des Zweiten Weltkriegs wurde die Region von der Roten Armee erobert und anschließend – wie ganz Hinterpommern – unter polnische Verwaltung gestellt. Soweit sie nicht bereits geflohen war, wurde die deutsche Bevölkerung von Dargislaff ab 1946 von nach Kriegsende zugewanderten polnischen Milizionären vertrieben. Die deutsche Ortschaft Dargislaff wurde in Dargosław umbenannt.

### Demographie
| Jahr | Einwohnerzahl | Anmerkungen                                                                    |
| ---- | ------------- | ------------------------------------------------------------------------------ |
| 1822 | 201           | [ 5 ]                                                                          |
| 1867 | 399           | am 3. Dezember, davon 203 im Dorf und 196 im Gutsbezirk                        |
| 1871 | 372           | am 1. Dezember, davon 179 im Dorf und 193 im Gutsbezirk, sämtlich Evangelische |
| 1933 | 573           | [ 7 ]                                                                          |
| 1939 | 560           | [ 7 ]                                                                          |

### Kirchspiel
Die Bevölkerung von Dargislaff war bis 1946 evangelisch und besuchte die eigene Dorfkirche, eine zur Synode Treptow an der Rega gehörige Mutterkirche, in die die Dörfer Darsow, Streckentin, die Vorwerke Groß- und Klein-Jarchow, Mönchgrund und Althof eingepfarrt waren.